# Høje-Taastrup Kommune
Høje-Taastrup Kommune (andere Schreibweise: Høje-Tåstrup) ist eine dänische Kommune in der Region Hovedstaden.
Sie befindet sich etwa auf halber Strecke zwischen Kopenhagen und Roskilde und ist 78,30 km² groß. In der Kommune leben 55.258 Einwohner (Stand 1. Januar 2023), die Bevölkerungsdichte beträgt damit 706 Einwohner je km².

## Verwaltung
Die Kommune gliedert sich in 16 Orte: Baldersbrønde, Fløng, Hedehusene, Høje-Taastrup, Kallerup, Klovtofte, Kragehave, Marbjerg, Reerslev, Sengeløse, Soderup, Stærkende, Taastrup, Taastrup-Valby, Vadsby und Vridsløsemagle. Dabei gehören die Ortschaften Baldersbrønde, Fløng und Kallerup für die dänische Statistikbehörde zu Hedehusene, der Ort Stærkende zu Reerslev, die Orte Høje-Taastrup, Klovtofte, Kragehave sowie Taastrup-Valby zu Taastrup.
Am 1. April 1974 wurde das damalige Københavns Amt im Zuge einer Verwaltungsreform umstrukturiert. Dabei wurde die Kommune Sengeløse mit Høje-Taastrup zusammengelegt, mit der Kommunalreform am 1. Januar 2007 wurde die Kommune dagegen nicht verändert.

### Kirchspiele und Ortschaften
Auf dem Gemeindegebiet liegen die folgenden Kirchspielsgemeinden (dänisch: Sogn) und Ortschaften mit über 200 Einwohnern (byer nach Definition der dänischen Statistikbehörde), bei einer eingetragenen Einwohnerzahl von Null hatte der Ort in der Vergangenheit mehr als 200 Einwohner:

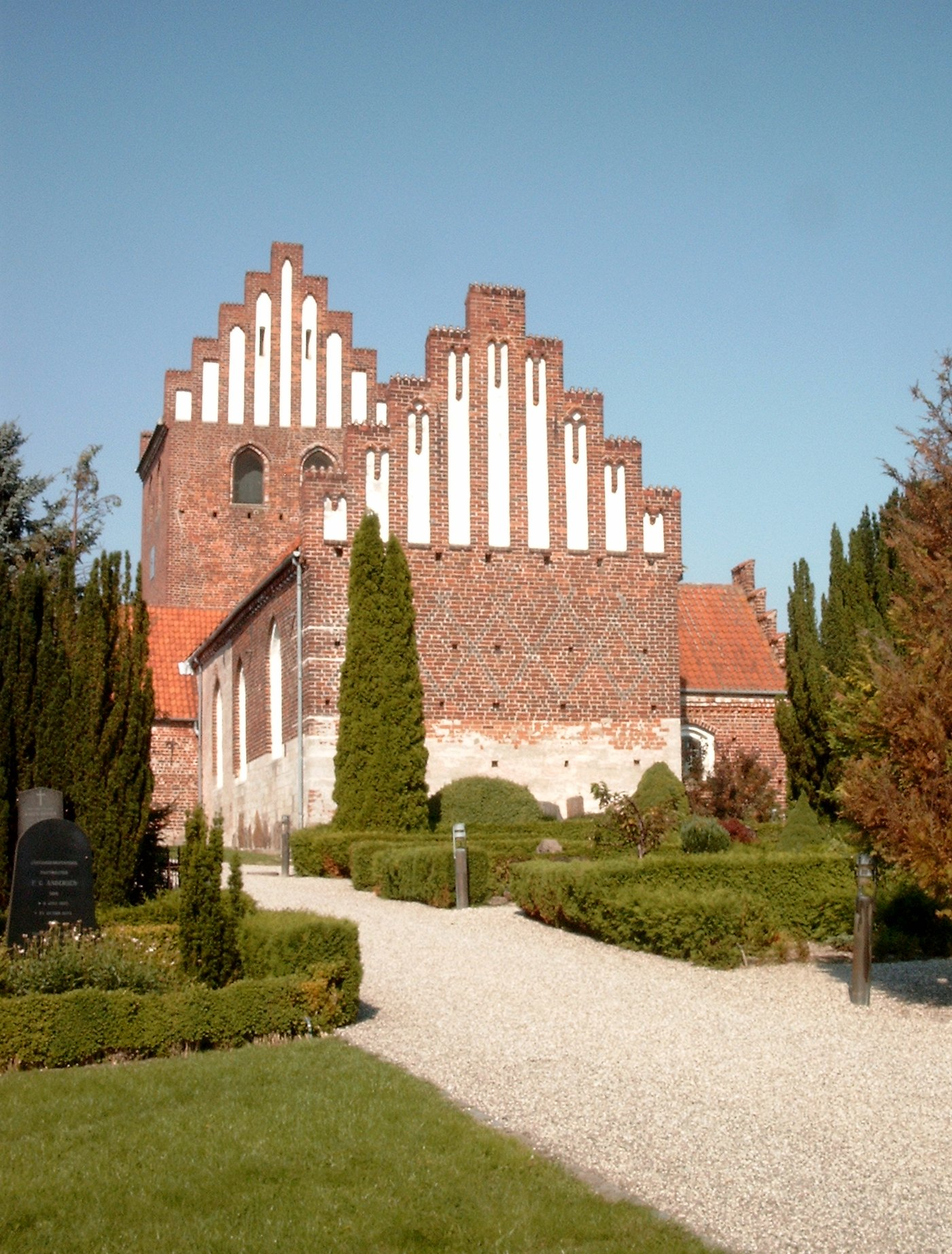
Kirche von Høje-Taastrup

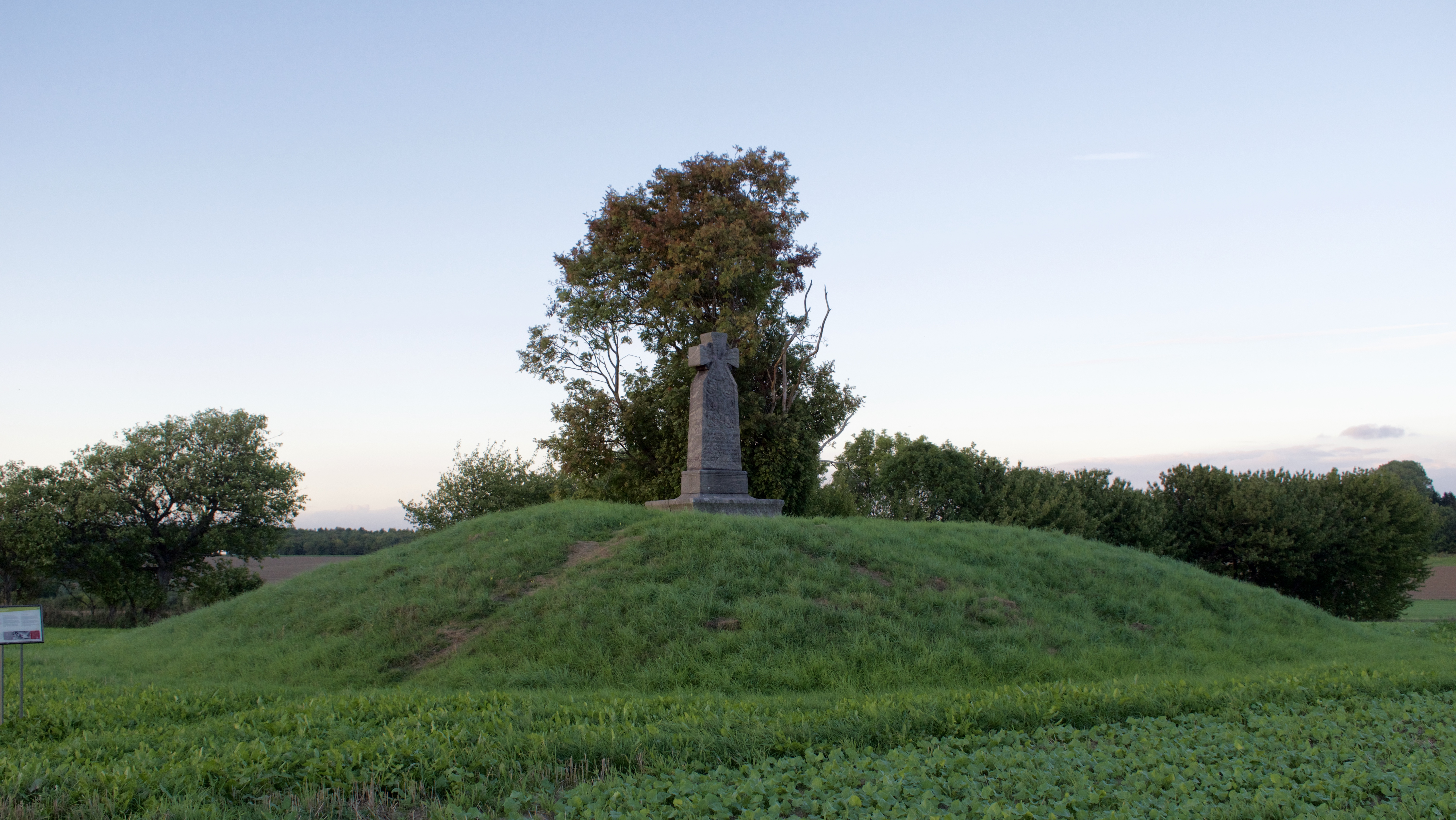
Der unter Schutz gestellte Snubbekors Høj

| Nr. | Kirchspiel             | Einwohner | Ortschaft                | Einwohner |
| --- | ---------------------- | --------- | ------------------------ | --------- |
|     | Fløng Sogn 1           | 4.497     |                          |           |
|     | Hedehusene Sogn 1      | 9.944     | Hedehusene 1             | 14.868    |
|     | Høje Tåstrup Sogn 2    | 14.041    |                          |           |
|     | Reerslev Sogn 1        | 1.827     | Reerslev                 | 702       |
|     | Rønnevang Sogn 2       | 7.805     |                          |           |
|     | Sengeløse Sogn 2       | 2.599     | Sengeløse Vridsløsemagle | 1.490 275 |
|     | Tåstrup Nykirke Sogn 2 | 14.528    | Taastrup 2               | 36.193    |

## Entwicklung der Einwohnerzahl
| Jahr (1. Januar) | 1980   | 1985   | 1990   | 1995   | 2000   | 2003   | 2005   | 2010   | 2023   |
| ---------------- | ------ | ------ | ------ | ------ | ------ | ------ | ------ | ------ | ------ |
| Einwohner        | 43.292 | 43.398 | 44.382 | 45.325 | 45.948 | 45.754 | 45.553 | 47.664 | 55.258 |

## Städtepartnerschaft
Taastrup unterhält eine Städtepartnerschaft mit dem niedersächsischen Oldenburg.

## Söhne und Töchter
- Lida Skifte Lennert (* 1971), grönländische Diplomatin
- Palle Christiansen (* 1973), dänisch-grönländischer Politiker (Demokraatit) und Zahnarzt
- Rasmus Prehn (* 1973), Politiker
- Hans Lindberg (* 1981), Handballspieler
- Stine Eiberg Jørgensen (* 1998), Handballspielerin
- Jesper Grænge Lindstrøm (* 2000), Fußballspieler
- Tobias Lund Andresen (* 2002), Radrennfahrer